# Anthidiellum bipectinatum
Anthidiellum bipectinatum är en biart som beskrevs av Pasteels 1984. Anthidiellum bipectinatum ingår i släktet Anthidiellum och familjen buksamlarbin. Inga underarter finns listade i Catalogue of Life.